# Хёйзинга, Марк
Марк Хёйзинга (нидерл. Mark Huizinga, род. 10 сентября 1973, Влардинген, Южная Голландия, Нидерланды) — нидерландский дзюдоист, чемпион летних Олимпийских игр в Сиднее (2000), двукратный бронзовый призёр олимпийских игр (1996, 2004), бронзовый призёр чемпионата мира, пятикратный чемпион Европы по дзюдо в весе до 90 кг.

## Биография
В 2000 году на летних Олимпийских играх в Сиднее в финальной схватке за золотую медаль в весовой категории до 90 кг победил опытного бразильского дзюдоиста Карлоса Онорато, и стал чемпионом летних Олимпийских игр в Сиднее.

## Выступления на Олимпиадах
| Олимпиада    | Дисциплина              | Место    |
| ------------ | ----------------------- | -------- |
| Атланта 1996 | дзюдо, мужчины до 86 кг | 3 место  |
| Сидней 2000  | дзюдо, мужчины до 90 кг | 1 место  |
| Афины 2004   | дзюдо, мужчины до 90 кг | 3 место  |
| Пекин 2008   | дзюдо, мужчины до 90 кг | 15 место |